# Sân bay Antonio Nariño
Sân bay Antonio Nariño (IATA: PSO, ICAO: SKPS) là một sân bay phục vụ thành phố Pasto, thủ phủ của tỉnh Nariño ở Colombia. Sân bay này được đặt tên theo Antonio Nariño. Sân bay Antonio Nariño có 1 đường băng dài 2312 m bề mặt nhựa đường.

## Các hãng hàng không và các tuyến điểm
- Avianca (Bogotá, Cali)
  - Avianca operated by SAM (Bogotá)
- SATENA (Bogotá)